# Rhodellophyceae
Rhodellophyceae, razred crvenih algi u poddiviziji Proteorhodophytina. 
Postoji 7 priznatih vrsta unutar dvije porodice

## Redovi
1. Dixoniellales Yokoyama, J.L.Scott, G.C.Zuccarello, M.Kajikawa, Y.Hara & J.A.West, Yokoyama, J.Scott, G.Zuccarello, M.Kajikawa, Y.Hara & J.West 3 vrste
  1. Dixoniellaceae Yokoyama et al. ex J.L.Scott et al. 3 vrste
    1. Bulboplastis A.Kushibiki, A.Yokoyama, M.Iwataki, J.Yokoyama, J.A.West & Y.Hara 1 vrsta
    2. Dixoniella J.L.Scott, S.T.Broadwater, B.D.Saunders, J.P.Thomas & P.W.Gabrielson 2 vrste
2. Glaucosphaerales E.C.Yang, J.L.Scott, H.S.Yoon & J.A.West   
  1. Glaucosphaeraceae Skuja 3 vrste
    1. Glaucosphaera Korshikov 1 vrsta
    2. Neorhodella J.L.Scott, A.Yokoyama, C.Billard, J.Fresnel & J.A.West 1 vrsta
    3. Rhodella L.V.Evans 1 vrsta

  2. Skujapeltaceae W.T.Hall & G.Claus  1 vrsta
3. Rhodellales H.S.Yoon, K.M.Müller, R.G.Sheath, F.D.Ott & D.Bhattacharya bez priznatih vrsta